# Свейнбьёдн Эйильссон
Свейнбьёдн Эйильссон (исл. Sveinbjörn Egilsson; 24 февраля 1791 — 17 августа 1852) — исландский богослов, педагог, переводчик и поэт, классик. Наиболее известен тем, что во время работы в латинской школе перевёл гомеровские произведения «Одиссея» и «Илиада» на исландский.

## Биография
Свейнбьёдн Эйильссон родился во Внутреннем Ньярдвике, Гюдльбрингю. Он был сыном малоизвестного, но состоятельного фермера Эйидля Свейнбьяднарсона (Egill Sveinbjarnarson). Свейнбьёдн был передан на воспитание Магнусу Стефенсену и обучен несколькими разными учителями. В 1810 году Свейнбьёдн окончил обучение у Аудни Хельгасона, а в 1814 году поступил на факультет теологии Копенгагенского университета. В 1819 получил степень. Вернувшись в Исландию, он начал работать в латинской школе в Бессастадире, а затем, в 1846 году, когда школа переехала в Рейкьявик, стал ректором. Был одним из основателей Королевского общества северных антикваров (1825).
17 января 1850 года учащиеся школы, возглавляемые Аднльоутюром Оулафссоном, прошли маршем, скандируя Pereat (с лат. — «долой его!»), Свейнбьёдн поехал в Копенгаген, чтобы заручиться поддержкой датского управления по образованию. Несмотря на получение требуемой поддержки, он покинул пост ректора в 1851 году, а через год скончался.

## Деятельность

### Переводы
Его основным занятием было преподавание древнегреческого. Во время своей работы в латинской школе он перевёл платоновский «Менон», а также «Одиссею» и «Илиаду» Гомера на исландский.
В качестве члена Королевского общества северных антикваров он перевел Исландские саги на латынь, работа называлась Scripta historica Islandorum. Затем он составил словарь исландского скальдического языка Lexicon Poëticum. Это послужило основой для последующего изучения древнеисландской поэзии. Свейнбьёдн перевел Младшую Эдду на латынь и опубликовал текст с разъяснениями и комментариями.
Когда он умер, работа по поэтическому переводу «Илиады» ещё не была закончена. Его сын, Бенедикт Свейнбьяднарсон Грёндаль, закончил перевод. Эти переводы до сих пор единственные версии гомеровских сочинений на исландском.

### Собственные работы
Свейнбъёрн написал ряд известных исландских стихотворений и гимнов, в том числе рождественскую песню Heims um ból.

## Личная жизнь
Женился на Хельге (Helga Benediktsdóttir Gröndal; 9 июня 1800 — 6 августа 1855), домохозяйке, дочери Бенедикта Грёндаля. Дети: Бенедикт Свейнбьяднарсон Грёндаль (6 октября 1826 – 2 августа 1907), поэт, Эйидль Эйильссон (Egill Sveinbjörnsson Egilsson; 8 июля 1829 — 14 января 1896), депутат альтинга.